# Iglesia de San Juan Evangelista (Arroyo de la Encomienda)
La iglesia de San Juan Evangelista en Arroyo de la Encomienda, Valladolid es una iglesia de estilo románico, construida en el siglo XII. También se la conoce como iglesia de San Juan Ante Portam Latinam.

## Historia

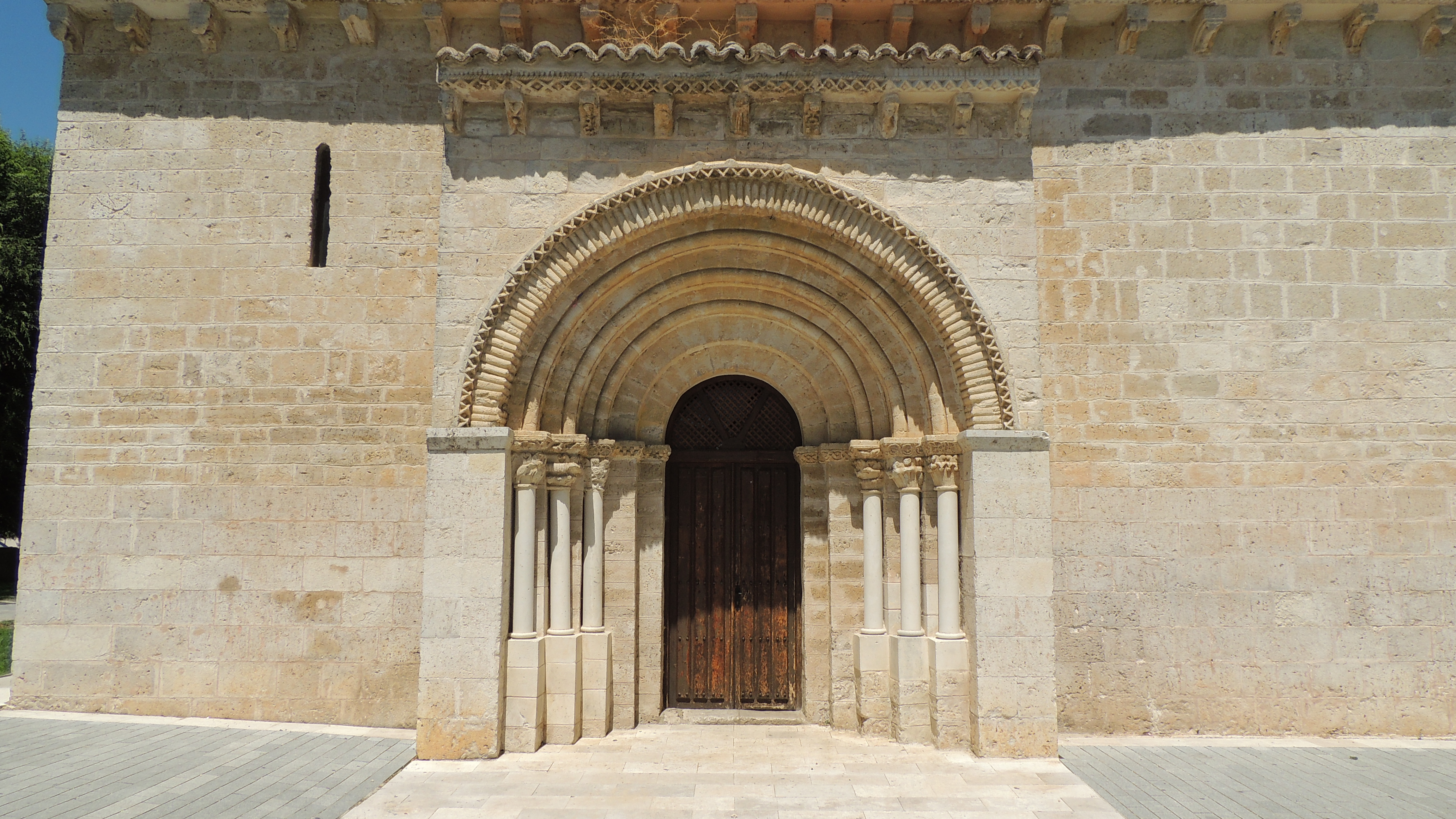
Portada de la iglesia

Fue levantada en el siglo XII y es de estilo románico. Perteneció a la Encomienda de los Caballeros Hospitalarios de la Orden de San Juan de Jerusalén de Wamba.
De reducidas dimensiones, destaca en ella su portada, con seis arquivoltas de medio punto y el ábside semicircular que conforma en el interior el altar.
Fue restaurada en 1876 por el arquitecto Jerónimo Ortiz de Urbina. La intervención es un ejemplo paradigmático de las ideas y los criterios prácticos de restauración imperantes a mediados del siglo XIX en España. Jerónimo Ortiz de Urbina, perteneciente a las primeras promociones de la Escuela Especial de Arquitectura de Madrid, fue condiscípulo de Demetrio de los Ríos y Juan de Madrazo, arquitectos restauradores que, como también su amigo Adolfo Fernández de Casanova, estuvieron influidos por las ideas de Eugène Viollet-le-Duc.